# Stephan Grätzel
Stephan Grätzel (* 1953 in Wermsdorf) ist ein deutscher Professor für Philosophie.

## Leben
Stephan Grätzel wurde 1953 in Wermsdorf (Hubertusburg) in Sachsen als 6. Kind des vom DDR-Regime verfolgten Pfarrers Gottfried Grätzel und seiner Ehefrau Caroline, geb. Rebl, geboren. Verheiratet mit der Literaturwissenschaftlerin und Philosophin Patricia Rehm-Grätzel. Er ist Bruder des Chemikers und Entwickler der Farbstoffsolarzelle (Grätzel-Zelle) Michael Grätzel.
1979 wurde er in Philosophie mit der Arbeit: „Der Idealismus Bradleys als Methode der Reflexion“ promoviert. 1988 habilitierte er mit der Arbeit: „Die Entdeckung der leiblichen Vernunft; Systematische Darstellung der philosophischen Problematik eines leiblichen Selbstbewußtseins im 19. und 20. Jahrhundert“.
Seit 1979 lehrte er am Philosophischen Seminar der Johannes Gutenberg-Universität Mainz, an der Université de Bourgogne Dijon und an der Universität Lyon 3. Von 1996 bis 1998 war er Leiter des Graduiertenkollegs „Theater als Paradigma der Moderne; Drama und Theater im 20. Jahrhundert (ab 1880)“. Von 1998 bis 2008 war er Wissenschaftlicher Leiter für Lehrer-Weiterbildung im Fach Ethik. Von 1998 bis 2018 war Grätzel Universitätsprofessor für Philosophie an der Johannes Gutenberg-Universität Mainz. Er leitete dort den Arbeitsbereich Praktische Philosophie.
Von 2005 bis 2018 leitete er die Internationale Maurice-Blondel-Forschungsstelle am Arbeitsbereich Praktische Philosophie in Mainz, von 2009 bis 2019 die Internationale Eugen-Fink-Forschungsstelle und das Fink-Archiv, ebenfalls an der Universität Mainz.

## Philosophie
Die Publikationen behandeln neben Vorlesungen und Einführungen in die Praktische Philosophie vor allem die Themen Schuld und Versöhnung. Während die Schuld an ihrem phänomenologischen In-Erscheinung-Treten in individueller, gesellschaftlicher und kultureller Form untersucht wird, ist die Versöhnung eine Sprachhandlung, die nur an den Formen des Miteinander-Sprechens untersucht werden kann. Die Sprache wird hier aus der Sicht der Dialogik heraus betrachtet. Die Dialogik wiederum geht nicht nur vom Sprachakt aus, sondern vom Hören und Verstehen und ihrer geschichtlichen Einbindung in Sprache. Diese Wurzeln reichen in die Hermeneutik hinein, die neben der Phänomenologie und der Dialektik zur wichtigste Methode der Praktischen Philosophie gehören. Von daher steht die Erzählung als Sprachform, aber auch als Bearbeitung geschichtlicher Ereignisse und biographischer Selbsterkenntnis vielfach im Zentrum von Grätzels Untersuchungen.

## Werke (Auswahl)
- mit Patricia Rehm-Grätzel: Reiner Wein. Philosophie zum Einschenken. Königshauses & Neumann, Würzburg 2022, ISBN 978-3-8260-7583-4.
- Das Leben – eine Wanderschaft; James Joyce: Ulysses – Ein internationaler Mythos. In A. Hilt, R. Torkler, A. Waczek (Hrsg.): Erzählend philosophieren – ein Lehr- und Lesebuch. Alber, Freiburg/München 2020
- Versöhnung – Die Macht der Sprache. Ein Beitrag zur Philosophie des Dialogs. Herder, Freiburg i.Br. 2018.
- Musikalische Ethik bei Schopenhauer und Wagner. In M. Koßler (Hrsg.): Musik als Wille und Welt: Schopenhauers Philosophie der Musik. Königshausen & Neumann, Würzburg 2011.
- Die Ideologisierung der Kausalität als eine Folge der „Entideologisierung“ der Schuld. Jahrbuch für Religionsphilosophie Bd. 9. Klostermann, Frankfurt a. M. 2010.
- Organische Zeit: Zur Einheit von Erinnerung und Vergessen. Alber, Freiburg i. Br. 1993; 2., erw. und überarb. Auflage, Turnshare, London 2009.
- Was soll ich tun? Orientierungen für den Ethikunterricht in der Oberstufe. Vandenhoeck & Ruprecht, Göttingen 2009 [zusammen mit J. Größchen].
- Raum – Zeit – Kausalität: Propädeutik der praktischen Philosophie. Turnshare, London 2008 (Grundlagen der praktischen Philosophie; 4).
- Ethische Praxis: Anwendungen der praktischen Philosophie im Alltag und Beruf. Turnshare, London 2007 (Grundlagen der praktischen Philosophie; 3).
- Methoden der praktischen Philosophie: Phänomenologie, Hermeneutik, Dialektik. Turnshare, London 2007 (Grundlagen der praktischen Philosophie; 2).
- System der Ethik: existenzielle Fragestellungen der praktischen Philosophie. Turnshare, London 2006 (Grundlagen der praktischen Philosophie; 1).
- Die Masken des Dionysos: Vorlesungen zu Philosophie und Mythologie. Turnshare, London 2005.
- Dasein ohne Schuld: Dimensionen menschlicher Schuld aus philosophischer Perspektive. Vandenhoeck & Ruprecht, Göttingen 2004;
- Utopie und Ekstase: Vernunftoffenheit in den Humanwissenschaften. Gardez!-Verlag, St. Augustin 1997 (Philosophie im Kontext; 1).
- Verstummen der Natur: zur Autokratisierung des Wissens. Königshausen & Neumann, Würzburg 1997.
- Die philosophische Entdeckung des Leibes. Steiner-Verlag Wiesbaden, Stuttgart 1989.
- Der Idealismus Bradleys als Methode der Reflexion. Univ. Diss., Mainz 1979.